# Synema ornatum
Synema ornatum là một loài nhện trong họ Thomisidae.
Loài này thuộc chi Synema. Synema ornatum được Tord Tamerlan Teodor Thorell miêu tả năm 1875.